# سند کانیون، شهرستان کرن، کالیفرنیا
سند کانیون (به انگلیسی: Sand Canyon) یک منطقهٔ مسکونی در ایالات متحده آمریکا است که در شهرستان کرن، کالیفرنیا واقع شده‌است. سند کانیون ۱٬۳۷۱٫۶۲ متر بالاتر از سطح دریا واقع شده‌است.